# Molibden
Molibden (Mo, łac. molybdenum) – pierwiastek chemiczny z grupy metali przejściowych. Nazwa pochodzi od greckiego μόλυβδος molybdos ‘ołów’, dosłownie oznaczając „podobny do ołowiu”.

## Właściwości

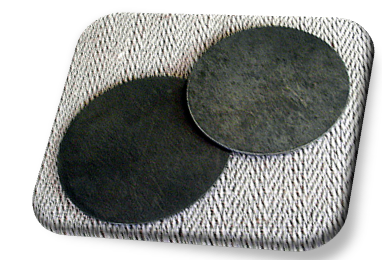
Płytki molibdenu

Czysty molibden jest srebrzystobiały, bardzo twardy i ma jedną z najwyższych temperatur topnienia spośród pierwiastków. W małych ilościach nadaje stali odporność chemiczną i twardość, zmniejszając przy tym jej kruchość.
Podobnie jak inne chromowce jest mało aktywny chemicznie. W temperaturze pokojowej jest odporny na warunki atmosferyczne, po podgrzaniu reaguje z wieloma niemetalami. Na zimno reaguje z fluorem i niektórymi kwasami, np. ze stężonym kwasem siarkowym, wodą królewską i rozcieńczonym kwasem azotowym, natomiast w stężonym kwasie azotowym ulega pasywacji. W związkach występuje na stopniach utlenienia od −IV do VI, z wyjątkiem −III, przy czym związki MoVI
 są najtrwalsze. Z tlenem tworzy fioletowy MoO
2, biały MoO
3 i kilka tlenków, w których jego formalny stopień utlenienia przyjmuje wartości pośrednie między V a VI, np. Mo
4O
11 i Mo
9O
26. MoO
3 jest bezwodnikiem kwasu molibdenowego H
2MoO
4 i szeregu kwasów polimolibdenowych, tworzących sole – molibdeniany.

## Zastosowanie
Ponad 2/3 produkcji molibdenu jest używane jako dodatek w stopach (w połączeniu z chromem stanowi materiał lekki i bardzo mocny). Zużycie molibdenu wzrosło w czasie II wojny światowej, z powodu niedostatku wolframu. Molibdenu używa się w stalach wysokoodpornych i wysokotemperaturowych. Niektóre stopy (np. stopy marki Hastelloy) są szczególnie odporne na wysoką temperaturę i korozję.
Molibden jest też używany w przemyśle lotniczym, zbrojeniowym, a także do produkcji elementów lamp żarowych, jako wspornik wolframowego żarnika. Kompleksy molibdenu są stosowane jako katalizator w przemyśle naftowym, szczególnie przy usuwaniu siarki z produktów naftowych.
Izotop molibdenu 99 znajduje zastosowanie w przemyśle nuklearnym.
Wiele kompleksów molibdenu jest stosowane jako barwniki o różnych odcieniach koloru pomarańczowego, używane do produkcji farb, tuszów, tworzyw sztucznych i produktów gumowych.
Szersze zastosowanie znalazły m.in. tlenek Mo
5O
14 (błękit molibdenowy), wykorzystywany jako barwnik w przemyśle włókienniczym, MoO
3 – katalizator, disiarczek molibdenu (MoS
2) do produkcji smarów i heptamolibdenian amonu ((NH
4)
6Mo
7O
24) stosowany w chemii analitycznej do strącania fosforanów.Ponadto wykorzystuje się go do produkcji powłok, baterii, specjalnych luster i ogniw słonecznych.
Rudy molibdenu stosuje się do produkcji węglików spiekanych.

## Występowanie
W skorupie ziemskiej molibden występuje w ilości 1,5 ppm. Podstawowym źródłem tego pierwiastka jest molibdenit (MoS
2), w mniejszym stopniu wulfenit (PbMoO
4) i powellit (CaMoO
4).
Molibden jest mikroelementem, odgrywa ważną rolę w metabolizmie roślin; również w enzymach.

### Światowe wydobycie

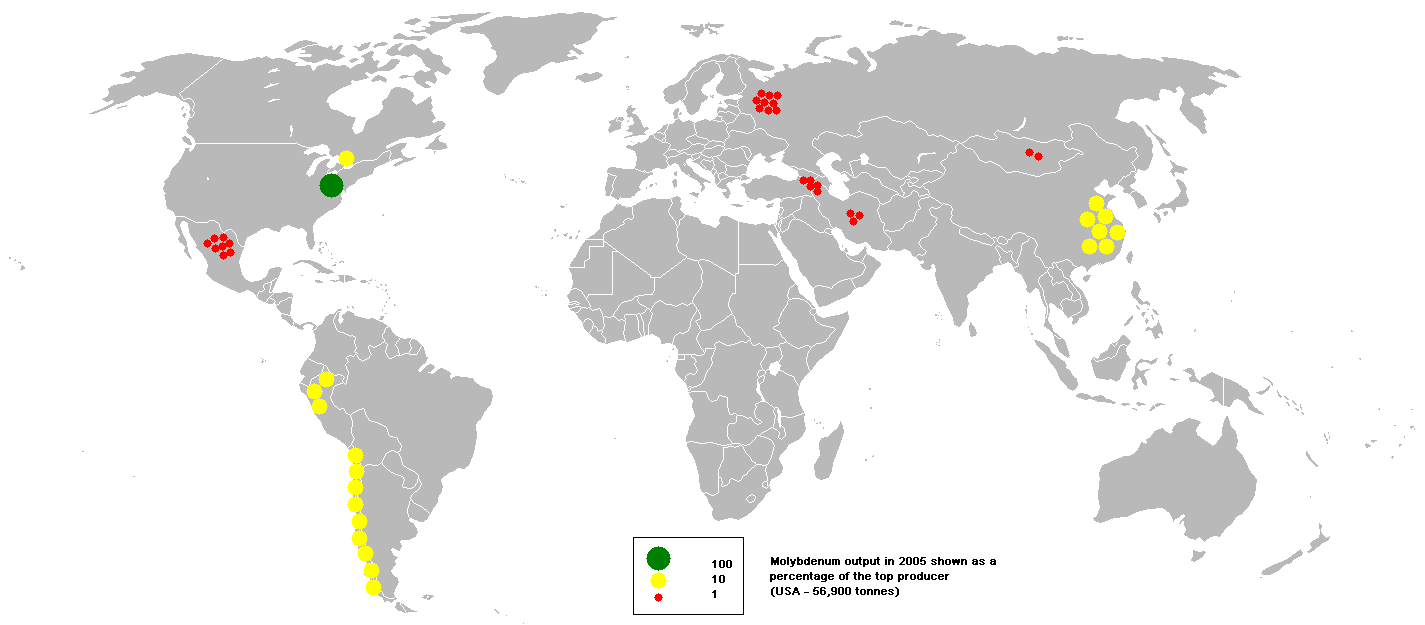
Wydobycie molibdenu na świecie w 2005 roku

W światowym wydobyciu rud molibdenu w przeliczeniu na czysty składnik, wynoszącym w 2002 roku ok. 135 tys. ton przodowały: Chiny (39 tys. ton), USA (32 tys. ton) i Chile (30 tys. ton). Pozostałe kraje w których wydobywa się molibden to: Kanada, Meksyk, Peru, Rosja, Iran, Mongolia, Namibia, Demokratyczna Republika Konga, Maroko, Algieria, Australia, Austria, Słowenia, Rumunia, Niemcy, Turcja, Norwegia.

### Występowanie w organizmie
Molibden wchodzi w skład niektórych metaloflawoprotein – oksydazy ksantynowej uczestniczącej w metabolizmie puryn oraz (obok żelaza) dehydrogenazy aldehydowej, katalizującej m.in. utlenianie aldehydu octowego do kwasu octowego.

## Historia
Ζwiązki molibdenu do końca XVIII wieku były mylone ze związkami innych pierwiastków, przede wszystkim węgla i ołowiu. W 1778 roku Carlowi Wilhelmowi Scheele udało się oddzielić molibden od grafitu i ołowiu oraz otrzymać tlenek z molibdenitu. W 1781 roku Peter Jacob Hjelm wyodrębnił metal,  redukując jego tlenek węglem. Molibden nie znalazł zastosowania poza laboratoriami do końca XIX wieku, gdy właściwości jego stopów zostały dostrzeżone przez Francuzów.